# 史丹霍普·福布斯

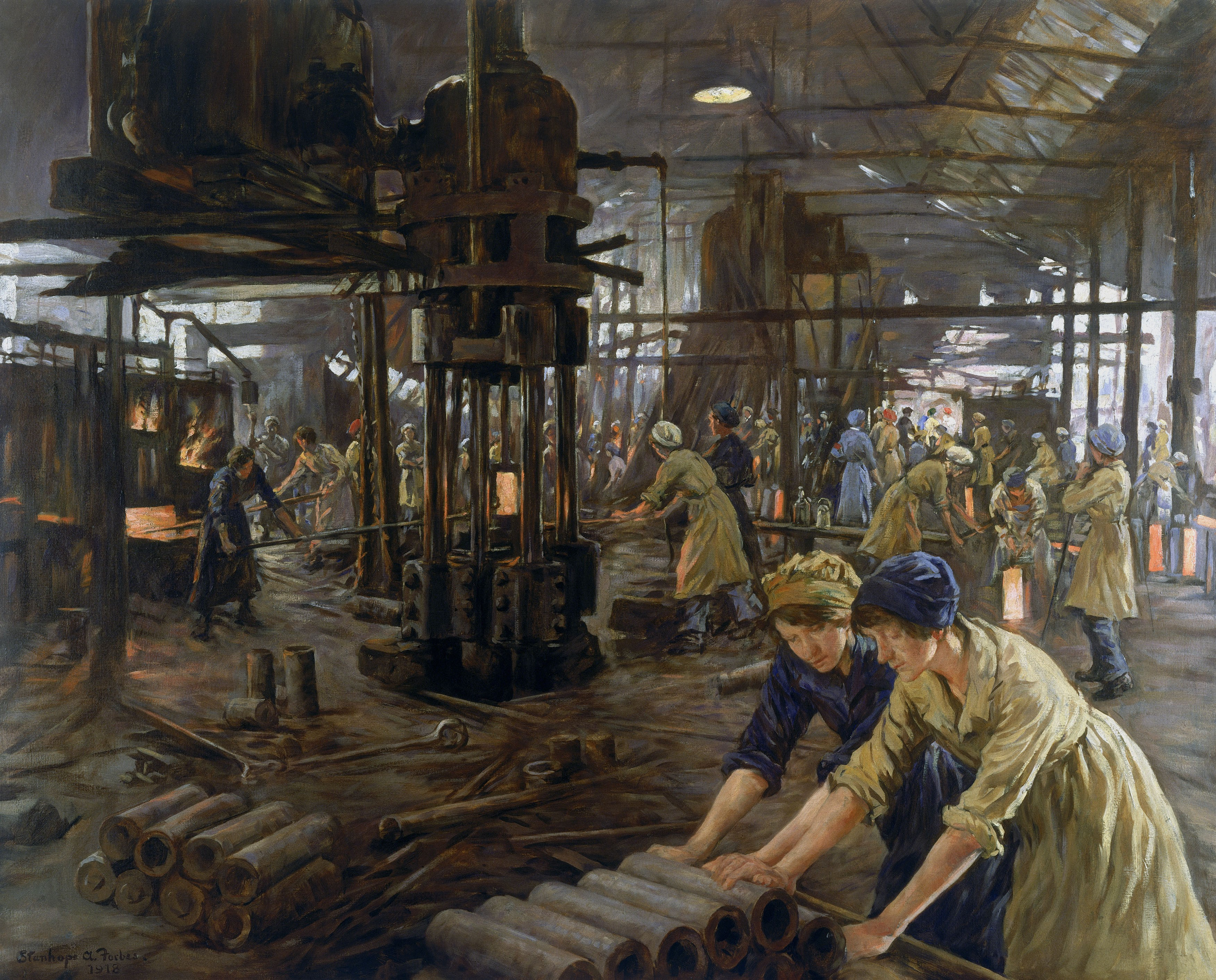
軍火女孩，1918年

史丹霍普·亞歷山大·福布斯 RA（1857年11月18日—1947年3月2日），是一位英國藝術家，紐林畫派創始人，他被稱為「紐林畫派之父」。

## 生平

### 早年
1857年11月18日，福布斯出生於都柏林。他是米德蘭大西部鐵路公司經理威廉·福布斯(William Forbes) 和法國婦女茱莉葉·德·吉斯·福布斯 (Juliette de Guise Forbes) 的兒子。他的叔叔詹姆士·斯塔茨·福布斯及哥哥威廉·福布斯都是鐵路經理。:2—4他最初與一位家庭教師索菲亞·莫蘭 (Sophie Moran) 學習，莫蘭還會帶福布斯到高威旅遊（他後來許多畫也在這裡完成）。後來福布斯一家搬到倫敦，他就讀於達利奇學院，與約翰·斯帕克斯學習繪畫，約翰幫助威廉·福布斯認識到他兒子的藝術天賦。1874年，福布斯到倫敦市藝術學院就讀。兩年後，福布斯進入由弗雷德里克·雷頓領導的皇家藝術研究院，他的同學包括所羅門·約瑟夫·所羅門、亞瑟·哈克、亨利·赫伯特·拉·唐格等。1877年，他回到愛爾蘭拜訪他的家人跟朋友及高威大學的教授，並畫了許多風景畫，在那裡他收到了第一個肖像委託。:6、8、10—15
1878年，福布斯回到了倫敦並在皇家藝術研究院舉辦了他第一次展覽。1880年，他與拉·唐格一同前往巴黎里歐·博納的私人工作室學習繪畫。1881年，受到朱爾·巴斯蒂安-勒帕吉外光主義的影響，他與拉·唐格前往布列塔尼康卡勒，並在那裡畫了《布列塔尼的街道》，外光主義成為了福布斯在整個職業生涯中使用的技術。1882年，《布列塔尼的街道》於皇家研究院夏季展覽展出並廣受好評，並於同年出售給沃克美術館，這給了福布斯很大的鼓勵，他說這幅畫的成功是他職業生涯的轉捩點。
關於布列塔尼，萊納爾·貝爾奇夫人寫到：
在法國最美麗、最有趣的地方，似乎可以找到藝術家想要的一切。 每個村莊都居住著一個獨特且有特色的種族，仍然穿著從遠古時代流傳下來的美麗的民族服裝，並保留著祖先的古老語言，每個村莊都虔誠地遵循著古老的傳統，這些傳統規定了他們的著裝風格和生活行為。 這是所有熱愛古老、古樸、歷史悠久、讓人回想起過去歲月的人所喜愛的地方。——萊納爾·貝爾奇，:19—20
1883年，福布斯前往坎佩萊。10月，他拜訪了蓬塔旺，並在那裡結識了許多藝術家。11月，他返回倫敦，並在皇家希伯尼亞學院及倫敦帝國學院展出了一些他在布列塔尼畫的畫作。1884年1月，福布斯定居在康沃爾郡彭贊斯附近的紐林，成為紐林畫派的核心人物之一，由於他在皇家藝術研究院取得許多成功，紐林畫派得以牢固地確立，並在那裡結識了沃爾特·蘭里及雷夫·托德 (Ralph Todd) 等藝術家。在紐林時，他創作了《康沃爾海灘上的魚類拍賣》，並於1885年在皇家藝術研究院夏季展覽展出，這幅畫也是他最知名的作品之一。

## 個人生活
在紐林時，福布斯遇見了同為畫家的伊麗莎白·阿姆斯壯，他們的風格和主題非常相似，兩人於1889年在紐林聖彼得教堂結婚。這對夫婦在彭贊斯的海福恩 (Higher Faughan) 為家人建造了一座住宅。伊麗莎白於1912年去世。1915年，福布斯與他以前的學生莫娣·帕瑪 (Maudie Palmer) 結婚。:39—40
福布斯與伊麗莎白育有一個兒子，名叫亞歷山大（通稱亞歷克），第一次世界大戰時在康沃爾公爵輕裝步兵團服役，於1916年8月陣亡。